# Nikolaus Tietjen
Nikolaus Hinrich Christopher Tietjen (* 15. September 1873 in Wellen bei Beverstedt; † 21. Januar 1924 in Appeln) war ein Landwirt in Appeln und von 1900 bis 1924 ehrenamtlicher Bürgermeister von Appeln sowie Ortsvorsitzender des Landbundes. Von 1919 bis 1924 war er Abgeordneter und Mitglied der Steuereinschätzungskommission des Kreistags Geestemünde; dabei organisierte er Lebensmittellieferungen an die Unterweserstädte für die dort hungernden Menschen während der notgeprägten Inflationsjahre 1921/22 und veranlasste in dieser Zeit die Ausgabe von Notgeld, das er auch zeichnete, für die sieben Gemeinden Appeln, Frelsdorf, Frelsdorfermühlen, Meyerhof, Osterndorf, Wehldorf und Wollingst, die sog. Söben-Dörper-Schiene.

## Familie
Tietjen war verheiratet mit Anna Tietjen, geb. Wetjen, und hatte 10 Kinder, von denen zwischen 1923 und 1936 vier in die Vereinigten Staaten auswanderten. Einer seiner Enkel ist der US-amerikanische lutherische Bischof John Tietjen.